# جایا باچان
جایا باچان (انگلیسی: Jaya Bachchan؛ زاده ۹ آوریل ۱۹۴۸) بانام قبلی جایا بهادری، یک هنرپیشه و سیاست‌مدار اهل هند است. او در حال حاضر یکی از نمایندگان مجلس راجیه سبها بوده و همسر آمیتاب باچان، هنرپیشه هندی است. او برنده جوایز متعددی از جمله نه جایزه فیلم فیر شده‌است.
از بین ۴۷ فیلمی که وی در آن نقش داشته‌است می‌توان به شاید فردایی نباشد اشاره کرد.

## فیلم‌شناسی
فهرست برخی از فیلم‌هایی که جایا باچان در آنها به ایفای نقش پرداخته‌است:
| سال  | نام فیلم                                 | نقش                 | بازیگر نقش مقابل                | جوایز و افتخارات                                            |
| ---- | ---------------------------------------- | ------------------- | ------------------------------- | ----------------------------------------------------------- |
| ۱۹۶۳ | شهر بزرگ                                 | بانی                |                                 |                                                             |
| ۱۹۷۱ | گودی                                     | گودی                |                                 | نامزد جایزه فیلم فیر برای بهترین بازیگر زن                  |
| ۱۹۷۱ | هدیه                                     | مینو                |                                 | نامزد جایزه فیلم فیر برای بهترین بازیگر زن                  |
| ۱۹۷۱ | Jai Jawan Jai Makan                      |                     |                                 |                                                             |
| ۱۹۷۱ | Dhanyee Meye                             | مانسا               |                                 |                                                             |
| ۱۹۷۱ | Janani                                   |                     |                                 |                                                             |
| ۱۹۷۲ | Jawani Diwani                            | نیها تاکور          | راندهیر کاپور                   |                                                             |
| ۱۹۷۲ | آشپز                                     | کریشنا شارما        | راجش خانا                       |                                                             |
| ۱۹۷۲ | پریچی                                    | راما روی            | جیتندرا                         |                                                             |
| ۱۹۷۲ | بانسی بیرجو                              | بانسی               | آمیتاب باچان                    |                                                             |
| ۱۹۷۲ | خانه عزیز من                             | مالتی شانکار        | آنیل داوان                      |                                                             |
| ۱۹۷۲ | آناداتا (Annadata)                       | آرتی                | آنیل داوان                      |                                                             |
| ۱۹۷۲ | یک نظر                                   | شبنم                | آمیتاب باچان                    |                                                             |
| ۱۹۷۲ | مقبره                                    | رخا                 | درمندرا                         |                                                             |
| ۱۹۷۲ | کوشش                                     | آرتی ماتور          | سانجیو کومار                    | نامزد جایزه فیلم فیر برای بهترین بازیگر زن                  |
| ۱۹۷۲ | سر و صدا                                 | رانی                | مانوج کومار                     |                                                             |
| ۱۹۷۳ | Gaai Aur Gori                            | ویجایا              | شاتورگان سینها                  |                                                             |
| ۱۹۷۳ | آنامیکا                                  | آنامیکا دات         | سانجیو کومار                    |                                                             |
| ۱۹۷۳ | فاگون                                    | توشی                | درمندرا                         |                                                             |
| ۱۹۷۳ | زنجیر                                    | مالا                | آمیتاب باچان                    |                                                             |
| ۱۹۷۳ | غرور                                     | اوما                | آمیتاب باچان                    | برنده جایزه فیلم فیر برای بهترین بازیگر زن                  |
| ۱۹۷۴ | دل دیوانه است (Dil Diwana)               | نیتا                | راندهیر کاپور                   |                                                             |
| ۱۹۷۴ | کاغذ سفید                                | آرچانا گوپتا        | ویجی آناند                      | برنده جایزه فیلم فیر برای بهترین بازیگر زن                  |
| ۱۹۷۴ | روز نو شب نو (Naya Din Nai Raat)         | سوشما               | سانجیو کومار                    |                                                             |
| ۱۹۷۴ | Doosri Sita                              | سیتا واگل           | رومش شارما                      |                                                             |
| ۱۹۷۵ | میلی                                     | میلی خانا           | آمیتاب باچان                    | نامزد جایزه فیلم فیر برای بهترین بازیگر زن                  |
| ۱۹۷۵ | دزدکی دزدکی                              | واسودا کومار        | آمیتاب باچان درمندرا            |                                                             |
| ۱۹۷۵ | شعله                                     | رادا سینگ           | آمیتاب باچان درمندرا            |                                                             |
| ۱۹۷۷ | در لحظه زندگی کن (Abhi To Jee Lein)      | جایا                | کیران کومار                     |                                                             |
| ۱۹۷۸ | یک پدر شش پسر (Ek Baap Chhe Bete)        | حضور افتخاری        |                                 |                                                             |
| ۱۹۷۹ | نوکر                                     | گیتا                | سانجیو کومار                    | برنده جایزه فیلم فیر برای بهترین بازیگر زن                  |
| ۱۹۸۱ | سلسله                                    | شوبا مالهوترا       | آمیتاب باچان                    | نامزد جایزه فیلم فیر برای بهترین بازیگر زن                  |
| ۱۹۸۲ | قول می‌دهم                                | سونیتا              |                                 |                                                             |
| ۱۹۹۵ | آکا (Akka)                               | حضور افتخاری        |                                 |                                                             |
| ۱۹۹۸ | مادر ۱۹۸۴ (Hazaar Chaurasi Ki Maa)       | سوجاتا چاترجی       | انوپم کهیر                      | برنده جایزه ویژه هیئت داوران فیلم فیر برای بهترین بازیگر زن |
| ۲۰۰۰ | فضا                                      | نیشاتبی             | ریتیک روشن                      | برنده جایزه فیلم فیر برای بهترین بازیگر نقش مکمل زن         |
| ۲۰۰۱ | گاهی شادی گاهی غم                        | ناندینی ریچاند      | آمیتاب باچانشاهرخ خانریتیک روشن | برنده جایزه فیلم فیر برای بهترین بازیگر نقش مکمل زن         |
| ۲۰۰۲ | Koi Mere Dil Se Poochhe                  | مانسی دوی           | انوپم کهیر                      |                                                             |
| ۲۰۰۳ | شاید فردایی نباشد                        | جنیفر کاپور         | شاهرخ خانسیف علی خان            | برنده جایزه فیلم فیر برای بهترین بازیگر نقش مکمل زن         |
| ۲۰۰۷ | روبنده‌ام رنگی شده                        |                     | انوپم کهیرآبیشک باچان           |                                                             |
| ۲۰۰۸ | Love Songs : Yesterday, Today & Tomorrow | مریدولا چاترجی      | اوم پوری                        |                                                             |
| ۲۰۰۸ | درونا                                    | ملکه جایانتی        | آبیشک باچان                     |                                                             |
| ۲۰۰۹ | پدر                                      |                     | آمیتاب باچان                    |                                                             |
| ۲۰۱۰ | Aap Ke Liye Hum                          |                     |                                 |                                                             |
| ۲۰۱۰ | Aahat – Ek Ajib Kahani                   | جایا                | وینود مهرا                      |                                                             |
| ۲۰۱۱ | Meherjaan                                | مهر                 |                                 |                                                             |
| ۲۰۱۲ | Ganga Devi                               |                     |                                 |                                                             |
| ۲۰۱۳ | عینک آفتابی                              |                     | نصیرالدین شاه                   |                                                             |
| ۲۰۱۳ | Sunglass                                 | مادر چیترا          |                                 |                                                             |
| ۲۰۱۶ | آن دختر و آن پسر                         | حضور افتخاری        |                                 |                                                             |
| ۲۰۱۷ | The Great Leader                         |                     |                                 |                                                             |
| ۲۰۲۳ | داستان عشق راکی و رانی                   | دانالاکشمی راندهاوا | درمندرا                         |                                                             |